# ナッパ
ナッパは、鳥山明原作の漫画『ドラゴンボール』およびそれを原作としたアニメ『ドラゴンボールZ』『ドラゴンボールGT』『ドラゴンボール改』に登場する架空のキャラクター。

## キャラクター概要
惑星ベジータの爆発時に他所の星を襲撃していたため、生き残ることができたサイヤ人のひとり。口髭と禿げ頭が特徴の筋骨隆々の体躯を持つ大男。その体格は同族出身のラディッツやベジータと比べても一際屈強。惑星ベジータではエリート階級出身者ゆえ、王家の側近を務めていたが、フリーザ一味の中では大した地位ではなく、下級戦闘員からはベジータが「ベジータさま」と呼ばれていたのに対して「ナッパさん」と呼ばれていた。地球襲来時の年齢は50歳以上。
サイヤ人の王子・ベジータの命令には忠実なものの、彼とは対等な口調で話をしている。アニメ『ドラゴンボールZ』では幼少期からベジータの面倒を見てきた直属の部下であり、基本的には「ベジータ」と呼び捨てだが敬語を使う。『ドラゴンボール改』では原作同様、対等な口調に変更された。
作中では純粋なサイヤ人は頭髪が生後から変化しないとされるが、鳥山明の解説によるとサイヤ人の髪事情も地球人と同じで、髪型が変わらないというわけではなく髪質が少し違うだけであり、ナッパが禿げているのもそのため。純粋なサイヤ人の髪型は生涯変わることはほとんどないが、ナッパは髪質の違いによって禿げているという説明もある。若い頃の姿が描かれた『ドラゴンボールZ たったひとりの最終決戦〜フリーザに挑んだZ戦士 孫悟空の父〜』では頭髪を残しており、体格は原作に比べると若干細身である。
名前の由来は菜っ葉。

## 性格・人物
作中では出自についての詳細が語られることはなかったが、名門出のエリートと自分の生まれに誇りを持っている。下級戦士のラディッツやカカロット（孫悟空）を見下し、特に悟空に対しては度々馬鹿にしていた。スカウターの通信で、ベジータと共にドラゴンボールの話を聞いた際に、ラディッツを蘇らせることを提案したがベジータに却下され、直後に「不老不死」の願いをドラゴンボールで実現させることを提案されると、これに同意した。地球でピッコロたちと対峙した際は、ラディッツを「よわむしラディッツのバカ」と揶揄している。
一人称は「オレ」。性格は粗暴で、サイヤ人の例に漏れず冷酷かつ残忍だが、ベジータには頭が上がらないようで、その命令に対して従順だった。感情的かつ短気な面があり、ベジータの「悟空を3時間だけ待つ」という提案に反発し、それを待たずに単独行動をとろうとして彼に一喝されたことがある。また、地球に到着した際の挨拶代わりとして東の都を衝撃波で吹き飛ばした際にはベジータから「もし近くにドラゴンボールがあったら、自分たちの願いはパアになる」として、その軽率さを戒められたり、悟空の予想外の強さに苛立つナッパを叱咤したベジータに心の中で「単細胞のバカ」と罵られた。戦闘時においてはクリリンが放った気円斬の性質を見抜けずベジータの一喝を受けて咄嗟に避ける姿を見せている。アニメでは待っている3時間の間、孫悟飯の挑発に乗る様子を見ていたベジータから笑われる描写もあった。その一方で滅亡したサイヤ人の再興も考えており、地球に行く直前「自分たちで混血の子孫を増やせば、サイヤ人の天下を目指すことも夢ではない」と提案していた。
アニメでは惑星ベジータが巨大隕石の衝突でなく実はフリーザの手によって滅ぼされた噂をベジータに話し、さらに「悔しくないのか?」と聞くほか自分達を嘲笑ったフリーザ達へ食って掛かるなど、フリーザに対しては少なからず反感を抱いている。

## ストーリーへの絡み

### 地球襲来前後
フリーザの命令で攻めていた星が、サイヤ人3人で攻めるには苦戦しそうだったため、カカロット（悟空）を仲間に引き入れるために地球へ向かったラディッツが、悟空とピッコロに敗れ去ったことを、ベジータとともにスカウターの通信で知る。その通信で聞いた「どんな願いでも叶う」というドラゴンボールを手に入れ、自分たちが永久的に戦闘を楽しむために永遠の命を貰い受けるというベジータの提案に賛同し、地球へ向かう。また、悟空の息子の孫悟飯が一時的とはいえラディッツを上回る戦闘力を発揮したことから、地球人とサイヤ人の混血を増やして、サイヤ人を繁栄させようと考えるが「自分たちの立場が危うくなる」とベジータに論された。アニメ『ドラゴンボールZ』では地球に向かう途中、地上げの価値があるとされているアーリア星にベジータと共に立ち寄り、そこを支配する独裁者を打倒したが、アーリア星には地上げの価値がなかったため、ベジータの手で消滅させられた。
ラディッツの戦死から1年後、地球の東の都に降り立ち、「挨拶」と称して片手の指を上に挙げて衝撃波を発動し、東の都を住人もろとも吹き飛ばす。そして高い戦闘力を持つ者をスカウターで探し当て、ピッコロたちの前に現れる。ピッコロがナメック星人であることに気付き、ドラゴンボールの情報を聞き出そうとするが拒絶される。ベジータの命を受け、栽培マンを6匹生み出し、地球の戦士たちと戦わせる。

### 地球人たちとの戦い
栽培マンを全て倒されたことで戦いの場に登場する。餃子の超能力を跳ね除け、天津飯の左腕を殴り付けて切り落とす。餃子に背中に張り付かれて自爆されたが、全くダメージを受けず、天津飯の命と引き換えの気功砲を受けても、戦闘服を破損させて、身体の各所にかすり傷が付いただけだった。アニメでは片腕を失いながらも連続で攻撃を仕掛けてきた天津飯をあしらい、逆に手痛いダメージを与え、餃子に対しても自爆しようと背中に張り付いた餃子を背中ごと岩壁に何度も叩きつけて流血させるシーンが描かれた。その後、ベジータの命令で悟空が来るまで3時間待つことになるが、アニメでは3時間の間に単独で行動して、地球の軍隊を全滅させて街を破壊するなど多くの地球人の命を奪った。悟空が来ないまま戦いは再開し、ピッコロにサイヤ人の弱点である尻尾を握られるが、すでに弱点を克服していたために問題なかった。気円斬を放った後のクリリンを戦闘不能にするが、力を発揮した悟飯に蹴り飛ばされる。その怒りで悟飯に放ったエネルギー波はピッコロが身代わりとなったことで、ピッコロを先に葬り去り、悟飯がピッコロの仇を撃つべく放った魔閃光も片手で弾き飛ばした。

### 悟空との戦い
ナッパは力を使い果たした悟飯を踏み潰そうとするが、駆けつけた悟空に阻止された。悟空に襲いかかるが、界王の許で修行した悟空には攻撃が当たらず、頭に乗られ、逆に倒された仲間たちの恨みとして攻撃を次々と食らうなど圧倒的な力の差を見せつけられた。耐久力の高さにより立ち上がった後、ベジータから「頭を冷やせ!」と一喝されると冷静さを取り戻し、悟空のスピードにもある程度は追いつけるようになる。だが、「最高の技」を放っても優位に立つことはできなかった。業を煮やしたベジータから戦いを中断するよう命令されるも、「このまま引っ込むのは気が済まない」として控えていたクリリンと悟飯に奇襲を仕掛けようとしたが、界王拳を発動した悟空の突進を背中に受けて動けなくなるほどのダメージを負った。結果としてベジータの命令を無視したことになり、もがき苦しむナッパは助けを求めるが「動けないサイヤ人は必要ない」とベジータに上空へ投げ飛ばされ、全身から放った強大な気功波によって消滅・死亡した。その後の登場はなく、ナメック星で悟飯を見てサイヤ人と見抜いたフリーザが「（ベジータや）ナッパにも似ていない」と名前を出しているのみ。アニメではベジータの回想シーンで登場している。

### ドラゴンボールGT
アニメ『ドラゴンボールGT』では、二人の17号の共鳴反応によりこの世とあの世が接合したことで、過去の悪人たちと共に地獄から復活する。衝撃波で都を一瞬で吹き飛ばしていたところにかつて自分を殺したベジータに再会する。ベジータから「破壊するだけの脳たりん」などと罵言を浴びせかけられて、「消えろ、またこのオレに殺されたくなかったらな」と退去を要求されるが、感情的になって襲い掛かったため、ベジータのエネルギー波で消滅させられた。地獄に舞い戻った後は、再び地上へ行こうとレッドリボン軍と共に行動していたところにピッコロと遭遇する。
また、ドラゴンボールからのマイナスエネルギーで邪悪龍のうちの五星龍が誕生したきっかけについての回想シーンにも登場していた。

## 戦闘力
公式戦闘力は4000。地球襲来時における戦闘力は、ラディッツは戦闘力1500、ベジータは戦闘力18000であった。ピッコロを殺されて逆上した悟飯の魔閃光（戦闘力2800）をはじいた際は腕が少ししびれていた。
アニメでは、地球襲来前に到着した星の巨大生物イエディとのパワー比べに勝ちこれを撃破、悟空を3時間待つ間にナッパたちを倒そうと出陣した地球の軍隊を1人で壊滅させるなどの驚異的な強さを見せている。
しかし尊大で粗暴な性格から油断や隙ができやすく、そこをピッコロたちに突かれて苦戦したほか、悟空からも一方的に攻撃された挙句「たいしたことない」、ベジータからは「単細胞のバカ」などと評されている。ベジータに頭を冷やすよう一喝されてからは、悟空に対してなんとか渡り合えるようになり、戦闘力ばかりでなく格闘の技術の高さを見せつけた。悟空もナッパへの評価を「たいしたことない」から「マシになった」へ、さらに「今のは危なかった」へと引き上げている。
肉体に違わない極めて高い耐久力を持ち、餃子の自爆攻撃や天津飯の気功砲をまともに受けてもほとんど無傷だったことでクリリンを絶望させたほか、当時戦闘力が8000以上（ベジータのスカウターが計測）で圧倒的な力を誇っていた悟空の攻撃を立て続けに食らっても倒れないなど非常にタフ。更には悟空の必殺技のかめはめ波を直撃ではないにせよ命中したにも関わらずダメージは殆ど見られず、その体の頑強さについては悟空が「とんでもねえタフさはさすがだな」「本当にタフ」「きりがない」などと発言している。
鳥山明は「いかにも強そうな奴は実は弱い、というのがボクの作品」と語っており、ナッパの名前を挙げている。

## ゲームでのナッパ
ゲームでの初登場はファミリーコンピュータゲーム『ドラゴンボールZ 強襲!サイヤ人』であり、同作では最終ボスであるベジータの前の中ボスとして登場している。戦闘力は4000だが体力はベジータより高く設定されている。
『ドラゴンボールZ 超サイヤ伝説』では、死亡後ピッコロの界王星での修行の対戦相手としてラディッツと一緒に界王に連れてこられる。
ゲームボーイ用ソフト『ドラゴンボールZ 悟空飛翔伝』ではナッパの戦闘力は7000と原作の公式戦闘力より高い。
格闘ゲームでの初登場はPlayStation 2専用ソフト『ドラゴンボールZ』。同作では、ベジータがifストーリーでナッパの死に激怒し、戦いでの勝利後にヤジロベーにナッパを侮辱された怒りから超サイヤ人に覚醒するシーンがある。
『ドラゴンボールZ Sparking!』シリーズにおいてベジータと戦うと「自分はいつまでもベジータの手下ではない」という趣旨の台詞を発し、ベジータに反旗を翻す言動を取る。また、ベジータ王やフリーザと戦うと「こうなったらやるしかない」と敵わないと分かっていながらも立ち向かう言動を取る。続編の『ドラゴンボールZ Sparking!NEO』以降ではゲームオリジナルの大猿ナッパが登場する。大猿での容姿は額が少し禿げている。ベジータ同様知性と理性を保つことができる。
『ドラゴンボール ZENKAIバトルロイヤル』では、稼働当初から使用できるキャラクターとして登場。豪快に攻める以外にも攻撃を阻む炎の壁や、栽培マンを地雷代わりに設置することで敵の侵入も阻める立ち回りに幅があるキャラクターとなっている。
『ドラゴンボール ファイターズ』でも同様に使用できるキャラクターとして登場。本作ではベジータに殺されたことに対し復讐心を抱いている。またベジータや悟空のように超サイヤ人に覚醒する場面がなく、ゴテンクスに超サイヤ人になるのは「簡単」と言われつつも、本人は超サイヤ人に対しては一貫して否定的な思考。人造人間21号にお菓子にされて食べられる場面があるが、「100点満点中24点の味」と評されている。
『ドラゴンボールZ カカロット』では原作同様サイヤ人編の中ボスとして登場している他、同作では神龍により蘇生させることができる。悟飯で再度戦うことができ、その際にラディッツについて「最初の頃は調子に乗っていたので力の差を教えてやった」と語っている。

## ナッパの主な技
技名はいずれも関連書籍、ゲームでのもの。
衝撃波 / 爆発波 / ジャイアントストーム / フレイムピラー / クンッ
中指と人差し指を「クンッ」と上方に突き出し衝撃波を発生させ、自分を中心にした広範囲を吹き飛ばす。地球に降り立った際に野次馬で集まってきた地球人に「挨拶代わり」としてこの技を使用し、東の都を跡形もなく壊滅させた。悟空との対戦時にも範囲を絞って使用し、アニメでは『GT』でもこの技で街ひとつを消している。
アームブレイク
右腕に気をまとわせ殴りつける。作中ではこの技を受け止めた天津飯の左腕が切断された。アニメでは突進した際、最初に左腕でぶつかり、天津飯の腕を腫れ上がらせるような描写がなされている。
エネルギー波 / ブレイジングストーム / ピッ / ジャマだ!
中指と人差し指を立て腕を横に振り、「ピッ」という擬音とともに衝撃波を発生させる。窮地に陥った天津飯を救出に向かったクリリンに対して空中から繰り出し、クリリンの前に線状の爆発を起こし、大地に底の見えない穴を開けた。
気功波 / デラックスボンバー / インパクトボム
大きく振りかぶって放つ気功波で、炎のように揺らめくのが特徴。クリリンは直撃は避けたものの、地面に当たった衝撃波で行動不能になるほどのダメージを負い、悟飯をかばって直撃を受けたピッコロは死亡した。しかし悟空には気合い一つで消し飛ばされた。同様の技をラディッツ、ベジータも使用している。
最高の技 / 口からエネルギー波 / 強力エネルギー波 / 気合砲 / エネルギー砲 / ライトニングキャノン / ブレイクキャノン / 超魔口砲 / カパッ
強敵やある程度離れた敵などに対して「カパッ」という擬音とともに大きく開けた口から放つ気功波。「自分の最高の技」と言うとおり、戦闘力にかなりの差がある悟空に「まともにくらったら危なかった」と言わしめるほどの破壊力を誇る。クリリンと悟飯に襲い掛かった際も使おうとしたが、悟空に阻止され失敗に終わった。アニメでは超能力を使用する餃子にも迎撃程度に使用した。ゲームオリジナルの大猿形態の時もこの技を得意技としている。
アイビーム
『Z』第26話にて使用。目から発射する気功波。3時間の待ち時間の間にテレビ局の仮設した施設や防衛軍の艦隊を迎撃する際に使用した。

## 担当声優
- 飯塚昭三（『ドラゴンボールZ』）
- 梁田清之（『ドラゴンボールGT』）
- 稲田徹（『ドラゴンボール改』以降の関連作品）

## 備考
ベジータと同じく、アニメでの初登場時の戦闘服の色は地球襲来時と違い、ラディッツと同じ茶色と黒だったが、地球襲来時は黄土色と黒に修正されていた。また、地球襲来前と襲来時では、髭型も若干異なっている。『ドラゴンボール改』では初登場時から黄土色と黒色の戦闘服にデジタル修正された。
アニメにおける前述の悟飯の挑発で「お前の母ちゃんでべそ！」と言われ、「どうして俺の母ちゃんがでべそだったって知ってんだ!?」と動揺している。
劇場版第15作目『ドラゴンボールZ 復活のフュージョン!!悟空とベジータ』のメインビジュアルでは地獄からよみがえった悪役たちの中に紛れている。